# PlayOK.com

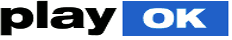
Logo playok.com

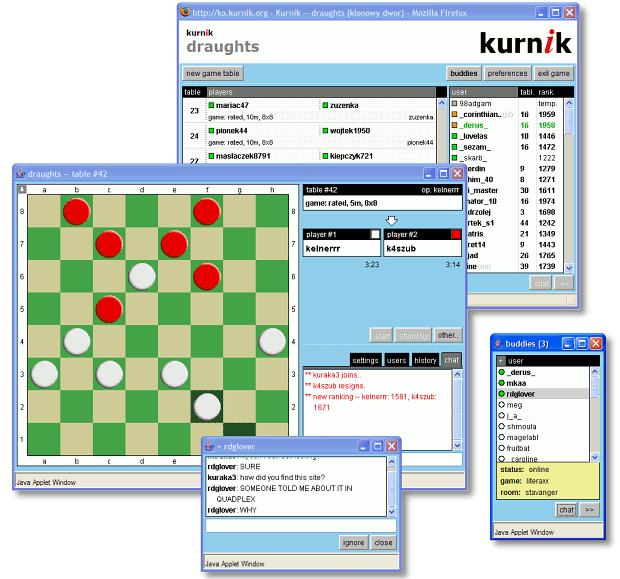
Screenshot

PlayOK.com, dříve Kurnik nebo www.kurnik.org, je polský beplatný internetový herní server, který od roku 2001 vyvíjí Marek Futrega. Hráč může hrát i bez přihlášení. Součástí je i archív her odehraných za posledních 6 měsíců; partie z něj lze stahovat. Součástí jsou i turnaje.

## Nabídka her

### Deskové
- Šachy
- Čínské šachy
- Člověče nezlob se
- Monopoly (pod názvem blogpoly)
- Scrabble (pod názvem literaxx)
- Dáma
- Vrhcáby
- Piškvorky
- Domino
- Mankala
- Mlýn
- Go
- Hex
- Kreslený fotbal
- Šógi
- Spoj 4

### Karetní
- Kanasta
- Tisíc
- srdce
- Bridž
- Šestašedesát
- Gin rummy
- 3-5-8
- Pan
- Pinochle
- Skat
- Barbu
- Durak
- Piky
- Do pekla!
- Euchre
- Cribbage

### Jiné
- Mahjongg
- Míčky